# アレクサンドラ・ミロサブリェビッチ
アレクサンドラ・ミロサブリェビッチ（Aleksandra Milosavljević、女性、1979年4月28日 - ）は、セルビアの元女子バレーボール選手。現役時代のポジションはセッター。元セルビア代表。

## 来歴
- クラブチーム

クラグイェヴァツ出身。1998年、Poštar 064 Belgradeへ入団。1999年、OK Jedinstvo Užiceへ移籍し3年間プレーし、1999/00、2000/01シーズンのセルビア国内リーグでは連覇に貢献した。2002年、イタリアのMonte Schiavo Banca Marche Jesiへ移籍し、2002/03シーズンのセリエA1リーグで3位、イタリアカップで準優勝した。2003年、トルコのİlbankへ移籍し1年間プレーした。2004年、スロベニアのOK Hit Nova Goricaへ移籍し、5年間プレーした。2006/07、2007/08シーズンのスロベニアリーグとカップ戦で優勝を果たした。2009年、クロアチアのŽOK Rijekaへ移籍し、2009/10シーズンのクロアチアリーグで優勝を果たした。2010年、スロベニアのŽOK Rijekaへ移籍し2年間プレーした。2010/11、2011/12シーズンのスロベニアリーグとカップ戦では2年連続で優勝を果たした。2012年、オーストリアのSVS Post Schwechatへ移籍し、2012/13シーズンのオーストリアリーグで優勝を果たした。2013年、イスラエルのMaccabi XT Haifaへ移籍し、プレミアリーグでは3位となった。1年のブランクを経て2015年、セルビアのOK Jedinstvo Užiceへ移籍し1年間プレーした。2016年、スロベニアのNova KBM Branikへ復帰し、2016/17、2017/18シーズンのスロベニアリーグでは2連覇に貢献した。2018年、OK Formisへ移籍し2018/19シーズンのプレーをもって現役を引退した。
- 代表チーム

アンダーカテゴリーのユーゴスラビア代表として1997年、U-20世界選手権に出場した。2003年、シニア代表に初選出され、欧州選手権に出場した。

## 球歴
- 欧州選手権 - 2003年

## 所属クラブ
- Poštar 064 Belgrade（1998-1999年）
- OK Jedinstvo Užice（1999-2002年）
- Monte Schiavo Banca Marche Jesi（2002-2003年）
- İlbank（2003-2004年）
- OK Hit Nova Gorica（2004-2009年）
- ŽOK Rijeka（2009-2010年）
- Nova KBM Branik（2010-2012年）
- SVS Post Schwechat（2012-2013年）
- Maccabi XT Haifa（2013-2014年）
- OK Jedinstvo Užice（2015-2016年）
- Nova KBM Branik（2016-2018年）
- OK Formis（2018-2019年）